# José Vicente
José Ignacio Vicente Chandler (ur. 3 lutego 1922 w San Juan, zm. 5 lipca 2022) – portorykański lekkoatleta, tyczkarz.
Na igrzyskach olimpijskich w Londynie (1948) zajął 9. miejsce z wynikiem 3,95 (w eliminacjach uzyskał 4,00). Podczas igrzysk olimpijskich w Helsinkach (1952) nie zaliczył pierwszej atakowanej przez siebie wysokości w eliminacjach (3,60) i nie został sklasyfikowany. 
Na igrzyskach w 1948 Vicente pełnił funkcję chorążego reprezentacji Portoryko.